# Neon Genesis Evangelion
Neon Genesis Evangelion (japonês: 新世紀エヴァンゲリオン, Hepburn: Shin Seiki Evangerion, lit. "Evangelho do Novo Século") é uma série de anime japonesa do gênero mecha dirigida por Hideaki Anno, produzida pelo estúdio Gainax e animada pela Tatsunoko que foi transmitida pela TV Tokyo de 4 de outubro de 1995 a 27 de março de 1996. O elenco inclui Megumi Ogata como Shinji Ikari, Kotono Mitsuishi como Misato Katsuragi, Megumi Hayashibara como Rei Ayanami e Yuko Miyamura como Asuka Langley Soryu. A música foi composta por Shirō Sagisu.
Evangelion se passa quinze anos após um cataclismo mundial, particularmente na futurística cidade fortificada de Tokyo-3. O protagonista é Shinji, um adolescente que foi recrutado por seu pai, Gendo, para uma misteriosa organização chamada Nerv para pilotar em combate uma biomáquina gigante conhecida como "Evangelion" contra seres chamados "Anjos". A série explora as experiências e emoções dos pilotos dos Evangelions e membros da Nerv enquanto tentam evitar que os Anjos causem mais cataclismos. No processo, eles são chamados a compreender as últimas causas dos eventos e os motivos da ação humana. A série foi descrita como uma desconstrução do gênero mecha e apresenta imagens arquetípicas derivadas da cosmologia xintoísta, bem como das tradições místicas judaicas e cristãs, incluindo contos midrashicos e da cabala. As teorias psicanalíticas de Freud e Jung também aparecem com destaque.
Neon Genesis Evangelion foi aclamado pela crítica, mas também gerou polêmica, com destaque para os dois últimos episódios, que são particularmente controversos. Em 1997, Anno e o Gainax lançaram o longa-metragem The End of Evangelion, mostrando o final de uma perspectiva diferente. A série original levou ao renascimento da indústria do anime e se tornou um ícone cultural. Filmes, mangás, home videos e outros produtos da franquia Evangelion alcançaram vendas recordes nos mercados japoneses e fortes vendas nos mercados internacionais, com produtos relacionados vendendo mais de 150 bilhões de ienes em 2007 e máquinas de pachinko relacionados a série vendendo 700 bilhões de ienes por volta de 2015.

## Origem do título
O título original da série, Shin Seiki Evangerion (新世紀エヴァンゲリオン), é formado por duas partes: o composto japonês Shin seiki (新世紀), que significa "nova era" ou "nova geração", e a palavra grega Evangelion (エヴァンゲリオン), que significa literalmente "boas novas" e que foi aportuguesado como "evangelho". O título romanizado Neon Genesis Evangelion, originalmente escolhido pelo diretor Hideaki Anno, consiste nas palavras gregas neon, a forma neutra da palavra neos (que significa "novo" ou "jovem"), genesis ("origem", "fonte" ou "nascimento, raça") e evangelion. Deste modo, o nome pode ser traduzido como "Mensageiro do Novo Começo". Anno o escolheu porque considerou que nele havia uma presumida conotação cristã de algo abençoado e parecia "complicado". Um primeiro título pensado para a série foi "Alcion", mas Anno e o designer de personagens Yoshiyuki Sadamoto acabaram ficando com "Evangelion".

## Enredo
Em 2015, quinze anos após um cataclismo global conhecido como Segundo Impacto, o adolescente Shinji Ikari é convocado para a futurística cidade de Tokyo-3 por seu pai distante Gendo Ikari, diretor de uma força paramilitar especial chamada Nerv. Shinji testemunha as forças das Nações Unidas lutando contra um Anjo, uma criatura de uma raça de seres monstruosos gigantes cujo despertar foi predito pelos Manuscritos do Mar Morto. Por causa dos campos de força quase impenetráveis dos Anjos, as gigantescas biomáquinas Evangelion da Nerv, sincronizadas com o sistema nervoso de seus pilotos e possuindo seus próprios campos de força, são as únicas armas capazes de impedi-los de aniquilar a humanidade. A oficial Misato Katsuragi escolta Shinji até o complexo da organização abaixo da cidade, onde seu pai o pressiona a pilotar o Evangelion Unidade-01 contra o Anjo. Sem treinamento, Shinji é rapidamente dominado na batalha, fazendo com que o Evangelion enlouqueça e mate o Anjo sozinho.
Depois de ser hospitalizado, Shinji passa a morar com Misato e se estabelece em Tokyo-3. Em sua segunda batalha, ele destrói um Anjo, mas foge em seguida, perturbado. No entanto, Misato confronta Shinji e ele decide permanecer como piloto. A equipe da Nerv e Shinji devem então batalhar e derrotar os 14 Anjos restantes para evitar o Terceiro Impacto, um cataclismo global que destruiria o mundo. O Evangelion Unidade-00 é reparado logo depois. Shinji tenta fazer amizade com seu piloto, a misteriosa e socialmente isolada adolescente Rei Ayanami. Com a ajuda desta, ele derrota outro Anjo. Eles são então acompanhados pelo piloto do Evangelion Unidade-02, a multitalentosa Asuka Langley Soryu. Juntos, os três conseguem derrotar vários Anjos. Conforme Shinji se ajusta à sua nova função, ele gradualmente se torna mais confiante e seguro de si. Asuka passa a morar com ele e os dois começam a desenvolver sentimentos confusos um pelo outro, beijando-se com a provocação dela.
Depois de ser absorvido por um Anjo, Shinji se liberta graças ao Evangelion agindo por conta própria novamente. Mais tarde, ele é forçado a lutar contra a nova Unidade 03 infectada por um Anjo, o que faz com que o piloto, Toji Suzuhara, que é seu amigo e colega de classe, fique permanentemente incapacitado. Asuka perde sua autoconfiança após uma derrota e entra em depressão. Isso é agravado por sua próxima luta contra um Anjo que ataca sua mente e a força a reviver seus piores medos e traumas de infância, resultando em um colapso mental. Na batalha seguinte, Rei autodestrói a Unidade-00 e morre para salvar a vida de Shinji. No entanto, quando Misato e Shinji visitam o hospital, eles a encontram viva, mas alegando que ela é a "terceira Rei". Misato força a cientista Ritsuko Akagi a revelar os segredos sombrios da Nerv: um cemitério de Evangelions e o sistema de plugue falso que opera usando clones de Rei, que foi criada com o DNA da mãe de Shinji, Yui Ikari. Esta sucessão de eventos deixa Shinji emocionalmente marcado e recluso do resto dos personagens. Kaworu Nagisa substitui Asuka como o piloto da Unidade-02 e se torna amigo de Shinji, ganhando sua confiança. Apesar disso, Kaworu se revela como o último Anjo e luta com Shinji, mas percebe que ele deve morrer se a humanidade quiser sobreviver, pedindo então para Shinji matá-lo, que o faz relutantemente; o evento torna o garoto dominado pela culpa.
Logo depois, a Seele, a misteriosa cabala supervisionando os eventos da série, desencadeia o "Projeto de Instrumentalização Humana", uma evolução forçada na qual as almas de toda a humanidade são fundidas em um único ser para propósitos benevolentes, acreditando que, se unificada, a humanidade poderia finalmente superar a solidão e a alienação que eternamente a atormenta. A alma de Shinji luta para entender o motivo de sua existência e chega a uma epifania de que ele precisa dos outros para prosperar, permitindo-lhe destruir a parede de emoções negativas que o atormentam e se reunir com os outros, que o parabenizam.

## Personagens

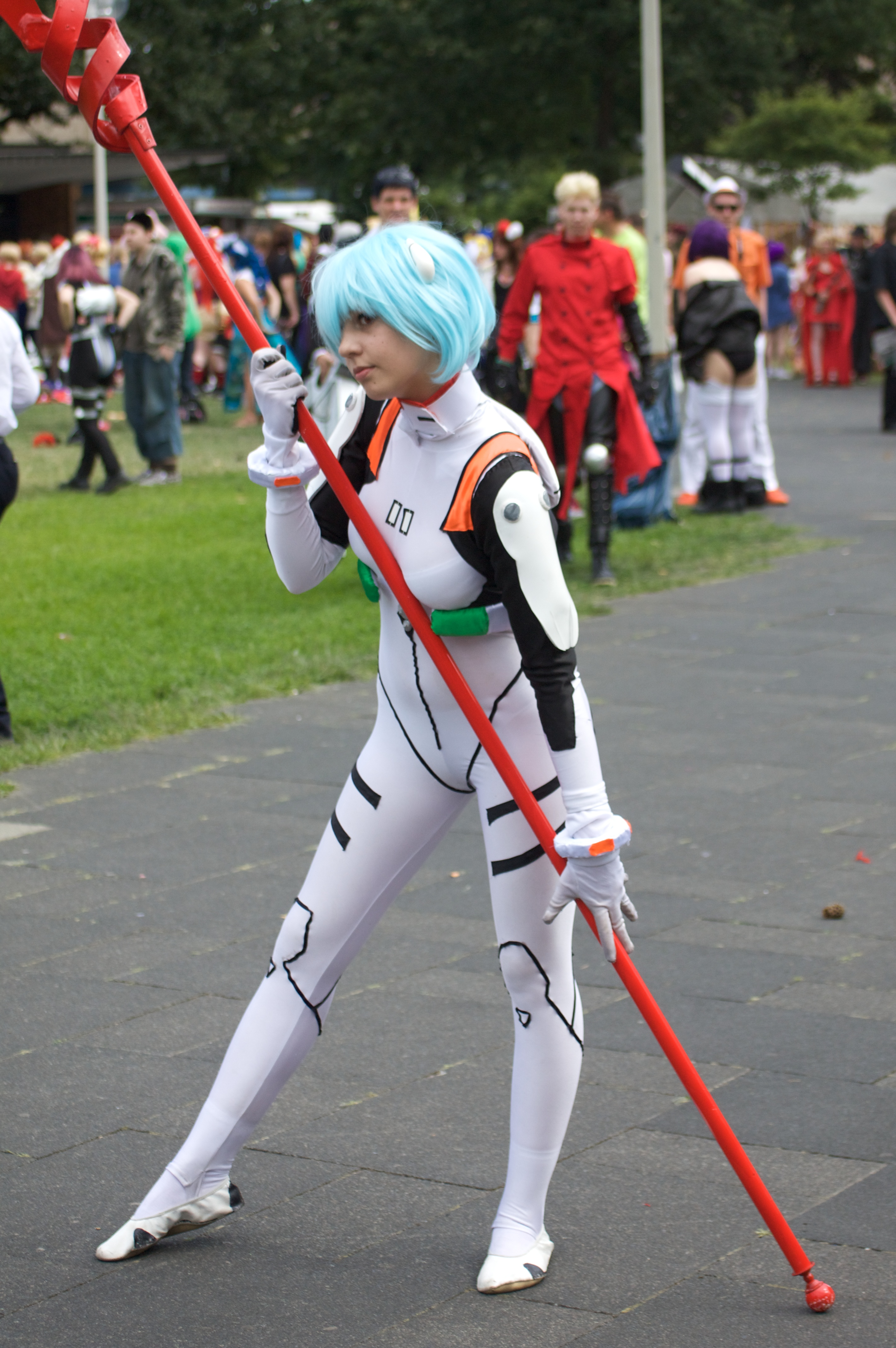
Cosplay da personagem Rei Ayanami no AnimagiC 2009.

Hideaki Anno tentou criar personagens que refletissem partes de sua própria personalidade. Os personagens de Evangelion lutam com seus relacionamentos interpessoais, seus problemas pessoais e eventos traumáticos do passado. As qualidades humanas dos personagens permitiram que alguns espectadores do programa se identificassem com eles em um nível pessoal, enquanto outros os interpretaram como símbolos históricos, religiosos ou filosóficos.
Shinji Ikari é o protagonista da série e o piloto designado da Unidade-01 de Evangelion. Depois de testemunhar a morte de sua mãe Yui Ikari quando criança, Shinji é abandonado por seu pai, Gendo Ikari. Ele é emocionalmente hipersensível e, às vezes, faz o que é esperado por medo de ser rejeitado, mas muitas vezes se rebelou e se recusou a pilotar o Eva por causa dos danos terríveis que foram causados a ele ou a seus amigos. Ao longo da série, ele diz para si mesmo "não devo fugir" como forma de se encorajar a enfrentar as ameaças do dia, e isso às vezes lhe dá coragem na batalha, mas ele tem o hábito persistente de se retrair em resposta a eventos traumáticos. Anno descreveu Shinji como um garoto que "evita o contato humano" e "convenceu-se de que é uma pessoa completamente desnecessária".
A misteriosa e retraída piloto da Unidade-00 de Evangelion, Rei Ayanami, é um clone feito a partir dos restos mortais de Yui e é atormentada por um sentimento de autoestima negativa decorrente da percepção de que ela é um bem dispensável. No início, ela despreza Shinji por sua falta de confiança em seu pai Gendo, de quem Rei é muito próxima. No entanto, depois que Shinji e Rei derrotam com sucesso o Anjo Ramiel, ela passa a gostar dele. Perto do final da série, é revelado que ela é um dos muitos clones, cuja função é substituir a Rei existente no momento, caso ela seja morta.
Asuka Langley Soryu é uma criança prodígio que pilota o Evangelion Unit-02 e possui um temperamento explosivo e um excesso de orgulho e autoconfiança, o que frequentemente a coloca em problemas e dificuldades, especialmente durante as batalhas. Quando menina, Asuka descobriu o corpo de sua mãe logo após ela ter cometido suicídio, levando a criança a reprimir suas emoções e a jurar nunca chorar. Asuka e Shinji desenvolvem sentimentos intensos, mas ambíguos, um em relação ao outro e têm dificuldade de se aproximar dos outros. O relacionamento deles foi inicialmente modelado com base no relacionamento entre Jean, o interesse amoroso de Nadia e seu eventual marido no primeiro Nadia. Da mesma forma que Shinji, Asuka e Rei apresentam suas próprias falhas e dificuldade de se relacionar com outras pessoas.
Misato Katsuragi é a zeladora e comandante de Shinji e Asuka. Seu comportamento profissional na Nerv contrasta dramaticamente com seu comportamento despreocupado e irresponsável em casa. O designer de personagens Yoshiyuki Sadamoto a concebeu como uma "girl next door" mais velha e uma perdedora promíscua que não levava a vida a sério. Hideaki Anno descreveu Shinji e Misato como "com medo de se machucar" e "inadequados — sem atitude positiva — para o que as pessoas chamam de heróis de uma aventura".
Os pilotos adolescentes de Evangelion recebem ordens de Gendo Ikari, o pai de Shinji e comandante da Nerv, para irem à batalha. Ele abandonou Shinji e o chamou de volta apenas para servir como piloto de Evangelion. Gendo recuperou os restos do corpo de sua falecida esposa para criar Rei, que ele via como uma mera ferramenta à sua disposição para derrotar os Anjos e decretar a Instrumentalidade. Semelhante a Shinji, ele é um tanto antissocial e tem medo de ser insultado pelos outros, fugindo disso com frequência e cometendo imoralidades no processo. Esse medo também foi o que o levou a abandonar Shinji. Ele é retratado como implacável em seu desejo de vencer, um homem que "toma medidas drásticas e extremas, por meios justos ou sujos, ou por meio de gancho ou por meio de vigarice, a fim de realizar seu próprio objetivo." De acordo com Yoshiyuki Sadamoto, os personagens de Gendo e Fuyutsuki são baseados em Ed Straker e Alec Freeman da série de televisão UFO. Sadamoto projetou a aparência visual dos personagens para que suas personalidades "pudessem ser entendidas mais ou menos de relance". O apelo estético distinto dos designs das personagens principais femininas contribuiu para as altas vendas de mercadorias de Neon Genesis Evangelion. O design de Rei, em particular, tornou-se tão popular que a mídia se referiu à personagem como "Premium Girl" devido às altas vendas de livros com Rei na capa.

## Produção
O diretor Hideaki Anno entrou em depressão após a conclusão do trabalho em Fushigi no Umi no Nadia e o fracasso em 1992 do projeto da sequência de Royal Space Force: The Wings of Honnêamise, Uru in Blue. De acordo com Yasuhiro Takeda, após o fracasso de Uru in Blue, Anno concordou com uma colaboração entre a King Records e a Gainax enquanto bebia com o representante da King, Toshimichi Ōtsuki; a King Records garantiu a Anno um espaço de tempo para “alguma coisa, qualquer coisa”. Anno começou o desenvolvimento da nova série em 1993 em torno da noção de não fugir, que tinha sido o tema subjacente de Uru in Blue, que se concentrava em um protagonista acostumado a evitar a responsabilidade pessoal que se vê tentando salvar a heroína da história. No início da produção, ele declarou sua intenção de fazer com que Evangelion aumentasse o número de fãs de anime, chamados de otaku em japonês, e atraísse o interesse pelo meio anime, trazendo um sopro de ar fresco ao gênero mecha. Na fase inicial de concepção do projeto Evangelion, vários formatos foram considerados, incluindo um filme, uma série de televisão e uma série de original video animation (OVA). Os produtores finalmente optaram pela série de televisão, pois era a mídia mais acessível no Japão naquela época. Anno também propôs originalmente o título Alcion para a nova série, mas ele foi rejeitado devido à falta de sons consonantais fortes. Ele concebeu a série como uma metáfora de sua depressão de quatro anos, pois tentou colocar todo o seu ser no trabalho e imprimir seus próprios sentimentos no filme.
Os críticos observaram como Evangelion tomou emprestado certos cenários e o uso da introspecção como dispositivo narrativo de um projeto anterior de Anno intitulado Gunbuster. Ele também incorporou a estrutura narrativa de Nadia e vários quadros de referência, deixando a história aberta à interpretação. A produção foi complexa e viu várias mudanças no cenário inicialmente imaginado pela Gainax. Uma protagonista feminina foi inicialmente proposta para a série, mas a ideia foi descartada. No primeiro cenário, o primeiro episódio apresentou a batalha entre um Anjo e Rei, enquanto o personagem Shinji só foi apresentado depois que o Anjo foi temporariamente derrotado. Outras mudanças no enredo foram feitas após o ataque com gás sarin da seita Aum Shinrikyo no metrô de Tóquio em março. O crítico cultural Hiroki Azuma disse que a história original de Evangelion era "muito próxima da realidade" do ponto de vista de Anno. Anno achava que o cenário original não era adequado para ser transmitido e temia a censura. No entanto, ele também criticou a Aum Shinrikyo, porque "eles perderam qualquer contato com a realidade". Por esse motivo, Azuma afirmou que Evangelion "é uma crítica intrínseca à Aum".

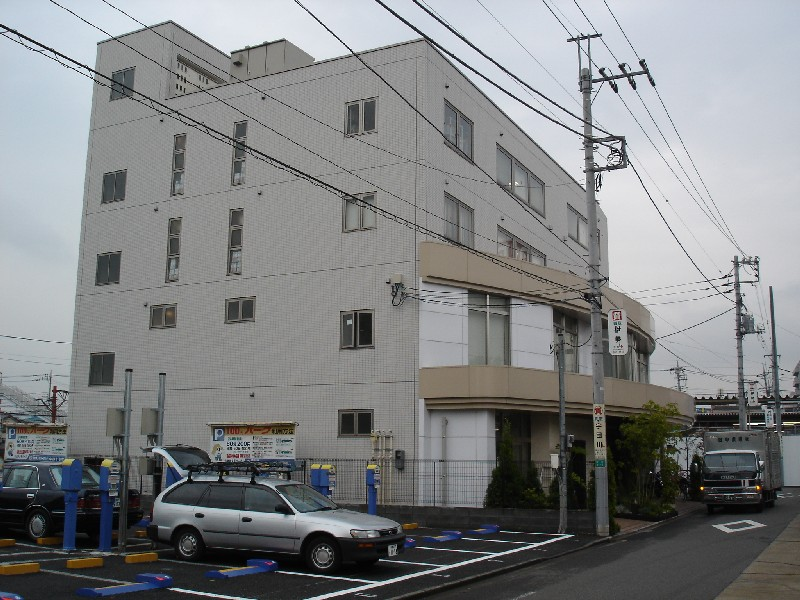
Estúdio Gainax em Koganei, Tóquio

A versão final da história reflete a inspiração extraída de vários outros animes e obras de ficção. Entre as principais estão Space Battleship Yamato, Mobile Suit Gundam, Devilman e Space Runaway Ideon. A série também incorpora homenagens a Childhood's End, os romances de Ryū Murakami, The Andromeda Strain, The Divine Invasion, o poema Pippa Passes, The Hitcher e várias séries de televisão, incluindo The Prisoner, Thunderbirds, Ultraman e Ultraseven.
O desenvolvimento da série Neon Genesis Evangelion foi feito com prazos apertados durante toda a sua produção. Os cortes iniciais dos dois primeiros episódios foram exibidos no segundo festival da Gainax em julho de 1995, apenas três meses antes de irem ao ar na televisão. No décimo terceiro episódio, "Lilliputian Hitcher", a série começou a se desviar significativamente da história original, e o projeto inicial foi abandonado. O número de anjos foi reduzido para dezessete, em vez dos vinte e oito originais; os roteiristas também mudaram o final da história, que originalmente descrevia o fracasso do Projeto de Instrumentalidade Humana após um ataque de Anjos vindo da Lua. A série não apenas sofreu com problemas de programação, mas, de acordo com Anno, apesar de a Gainax ser o estúdio principal da série, a própria empresa tinha materiais e equipe inadequados para a produção completa da série. Apenas três membros da equipe da Gainax estavam trabalhando na série em um determinado momento, e a maior parte da produção da série foi terceirizada para a Tatsunoko Production.
A partir do décimo sexto episódio, "Splitting of the Breast", o programa mudou drasticamente, descartando a grande narrativa sobre a salvação em favor de uma narrativa mais focada nos personagens individuais. Essa mudança coincidiu com o desenvolvimento do interesse de Anno pela psicologia, depois que um amigo lhe emprestou um livro sobre doenças mentais. Esse foco culminou nos dois episódios finais, que foram filmados de uma perspectiva completamente introspectiva. A necessidade forçou Anno a abandonar o roteiro do vigésimo quinto episódio para trabalhar com um novo. Esses episódios apresentam um uso intenso de animação abstrata, flashbacks, desenhos de linhas simples, fotografias e cenas de imagens fixas com diálogos em voz. Alguns críticos especularam que essas escolhas de animação não convencionais resultaram de cortes orçamentários, mas Toshio Okada afirmou que não era apenas um problema de cronograma ou orçamento, já que Anno “não podia decidir o final até que chegasse a hora. Esse é o estilo dele”. Esses dois episódios geraram polêmica e condenação entre os fãs e críticos da série. Em 1997, Hideaki Anno e a Gainax lançaram dois longas-metragens de animação com outro final para a série, chamados Death & Rebirth e The End of Evangelion.

## Mídias

### Mangá
Existem quatro séries em mangá, todas publicadas pela Kadokawa Shoten:
- Neon Genesis Evangelion
  - Título Original: 新世紀エヴァンゲリオン (Shin Seiki Evangerion)
  - Autoria: Yoshiyuki Sadamoto
  - Lançamento: 02/1994
  - Volumes: 14
  - Publicado no Brasil em dois formatos, o meio-tanko pela editora Conrad (Volumes 01 ao 20) e retomado pela JBC (Volumes 21 ao 28) e no formato tankobon inteiro pela editora JBC (Existe uma versão do primeiro volume tankobon pela Conrad)
  - A Editora JBC anunciou que irá relançar o mangá em 2022 em formato de colecionador com 7 volumes no total[74]

- Neon Genesis Evangelion: Angelic Days
  - Título Original: 新世紀エヴァンゲリオン 鋼鉄のガールフレンド2nd (Shin Seiki Evangerion Kōtetsu no Gārufurendo 2nd)
  - Título Alternativo: Neon Genesis Evangelion: Angelic Days
  - Autoria: Hayashi Fumino
  - Lançamento: 11/2003
  - Volumes: 06 (concluída em 2005)
  - Publicado no Brasil pela editora Conrad em 12 edições meio-tanko.

- Petit Eva: Evangelion@School
- Neon Genesis Evangelion: Campus Apocalypse
  - Título Original: 新世紀エヴァンゲリオン 学園堕天録 (Neon Genesis Evangerion: Gakuen Datenroku)
  - Autoria: Min Min
  - Lançamento: 10/2007
  - Volumes: 04 (concluída em 2009)

### Anime
Do período de 1984 até o lançamento de Evangelion, o tão esperado anime tem um estilo meio distanciado para um estilo popular de anime. Por exemplo, os longas de Hayao Miyazaki Meu Amigo Totoro (1988), e O Serviço de Entregas da Kiki (1989) foram ambos obras de baixo rendimento, enquanto Akira (1988) foi influenciado por revistas de desenho americanas. O diretor Mamoru Oshii tem dito que, em outras palavras de Hiroki Azuma, ninguém procura assistir um anime que todo mundo gosta. Evangelion, entretanto, mostra o reverso disto. É totalmente em volta do estilo mecha de anime, e em particular mostra uma larga influência de Space Runaway Ideon de Yoshiyuki Tomino; particularmente, as cenas de The End of Evangelion são claras homenagens para o último filme da série de Ideon.
Em 2003, o anime ganhou uma remasterização chamada "Renewal of Evangelion". Essa remasterização trazia algumas melhorias na animação, cenas novas (director's cut) e melhorias na trilha sonora.
No Brasil, Evangelion foi transmitido pela primeira vez em 1º de Novembro de 1999, no canal Locomotion, e, posteriormente, exibido em 2011 pela NGT (nesta última, de forma não-oficial), com áudio dublado pelo estúdio Mastersound. Em 2007, a série clássica de Evangelion teve uma redublagem lançada pelo estúdio Álamo, com o áudio melhorado, que foi exibida pelo Animax, com exceção da NGT, canal UHF de fraca distribuição, todos os canais que exibiram Evangelion são de TV por assinatura (Locomotion e Animax), diferentemente do que aconteceu em outros países da América do Sul, que exibiram o anime em TV Aberta (como o canal Chilevisión, do Chile). Em 2019, o anime entrou no catálogo da Netflix com a dublagem feita pelo estúdio Vox Mundi. Em 2020 o anime foi exibido no canal Loading, apenas como propaganda ou tema do bloco Mais Geek.

#### Trilha Sonora
Tema de Abertura
- "Zankoku na Tenshi no Teeze" (Cruel Angel's Thesis) - Yoko Takahashi

Tema de Encerramento
- "Fly Me to the Moon" - Claire Littley

### Filmes
No total, Neon Genesis Evangelion possui cinco filmes produzidos e um ainda em fase de produção previsto para conclusão e lançamento em 2021:
- Death & Rebirth (1997)
- The End of Evangelion (1997)
- Evangelion 1.0: You Are (Not) Alone (2007)
- Evangelion 2.0: You Can (Not) Advance (2009)
- Evangelion 3.0: You Can (Not) Redo (2012)
- Evangelion 3.0+1.0: Thrice Upon a Time (2021)

Em 2003, o distribuidor da série nos Estados Unidos, ADV Films, anunciou a intenção de criar um filme live action de Evangelion que já foi parcialmente financiado, mas cujo realizador e data de produção ainda não foram anunciados.

### Shinkansen Henkei Robo Shinkalion
Shinji é piloto do 500 TYPE EVA, um redo do Shinkalion 500 Kodama estilizado para se assemelhar ao verdadeiro TYPE EVA Livery do Shinkansen da série 500 e do EVA Unit 01. Ele só apareceu em o episódio do crossover.

### Jogos
Neon Genesis Evangelion
- Título Original: 新世紀エヴァンゲリオン  (Shin Seiki Evangerion)
- Título Alternativo: Neon Genesis Evangelion: 1st Impression
- Autoria: Masahide Kobayashi
- Lançamento: 1996
- Plataforma: Sega Saturn

Neon Genesis Evangelion: Girlfriend of Steel
- Título Original: 新世紀エヴァンゲリオン鋼鉄のガールフレンド  (Shin Seiki Evangelion: Koutetsu no Girlfriend)
- Título Alternativo: Neon Genesis Evangelion: Iron Maiden
- Autoria: Ritsuro Hashimoto
- Lançamento: 1997
- Plataforma: Windows 95

Neon Genesis Evangelion: Shinji Ikari Raising Project
- Título Original: 新世紀エヴァンゲリオン 碇シンジ育成計画 (Shin Seiki Evangerion: Ikari Shinji Ikusei Keikaku)
- Título Alternativo: Neon Genesis Evangelion: Shinji Ikari Raising Project
- Autoria: Takahashi Osamu
- Lançamento: 06/2005
- Volumes: (Ainda em publicação)